# Megaselia subscaura
Megaselia subscaura är en tvåvingeart som beskrevs av Schmitz 1932. Megaselia subscaura ingår i släktet Megaselia och familjen puckelflugor. Inga underarter finns listade i Catalogue of Life.